# Haynesville (Maine)
Haynesville – miasto w Stanach Zjednoczonych, w stanie Maine, w hrabstwie Aroostook.